# قوة الفريق
قوة الفريق مسلسل رسوم متحركة فرنسي عرض لأول مره في 27 أغسطس 2005 واستمر عرضه حتى 18 نوفمبر 2006 . تمت دبلجة المسلسل للغة العربية وعرض على قناة إم بي سي 3.

## روابط خارجية
- قوة الفريق على موقع IMDb (الإنجليزية)
- قوة الفريق على موقع ميتاكريتيك (الإنجليزية)
- قوة الفريق على موقع كينوبويسك (الروسية)
- قوة الفريق على موقع قاعدة بيانات الفيلم (الإنجليزية)